# Ninfa (1795)
La Ninfa era el nombre de una fragata española de 36 cañones construida en Mahón (isla de Menorca), entre 1794 y 1795. Fue capturada por los británicos en combate librado el 26 de abril de 1797 y entró en servicio de la Royal Navy como HMS Hamadryad. Se hundió en una tormenta el 25 de diciembre de ese mismo año. Como todos los buques de la Armada española de la época de nombre no religioso, la fragata tenía un nombre de advocación, siendo en este caso Nuestra Señora del Rosario.

## Construcción
La Ninfa fue construida en los astilleros de la ciudad portuaria de Mahón, en la isla de Menorca, entre 1794 y 1795, desconociéndose las fechas exactas de su desarrollo y construcción, así como sus medidas. Tal como se construyó, su armamento comprendía veintiséis cañones de 12 libras dispuestos en la cubierta, ocho cañones de 6 libras y seis carronadas de 32 libras en el alcázar, y dos cañones de 6 libras con dos carronadas de 32 libras situadas en la proa.Según los estándares británicos, el buque quedó categorizado como navío de línea de quinta clase.

## Captura
En abril de 1797, la fragata Ninfa, junto a otra similar llamada Santa Elena, se dirigían a Cádiz con un cargamento de plata, cuando fueron avistadas por unos pescadores de la presencia de una flota británica, dirigida por el almirante John Jervis, con los que habría topado de no ser por ese encuentro fortuito. Habiendo sido advertidos del peligro, los capitanes decidieron transferir la carga a los barcos de pesca y las fragatas españolas intentaron ganar la costa. A la mañana siguiente, el HMS Irresistible, de 74 cañones, y la fragata HMS Emerald, con 36 cañones, divisaron a las fragatas, acechándolas y persiguiéndolas. Bajo el fuego de los cañones, las fragatas españolas trataron de buscar refugio en Conil, esperando que el peligro de los bajíos y la zona rocosa de laja llamada Lajas de Roche, disuadieran a los británicos. Sin embargo, estos rodearon las rocas y entraron en la bahía para enfrentarse a los barcos anclados allí. Después de una acción que dura alrededor de hora y media, la batalla se mostró favorecedora a la Royal Navy. La Santa Elena consiguió superar el duelo y dirigirse a la orilla con bastantes daños, pero cuando trataron de auxiliarla, debido a los daños, esta se hundió. La Ninfa fue capturada y llevada hasta el puerto de Gibraltar.

## Servicio en laRoyal Navy
Después de su captura, la Ninfa fue llevada a Gibraltar, donde fue puesta bajo el mando de Thomas Elphinstone como HMS Hamadryad. El 30 de junio de 1797, capturó a un corsario español en las inmediaciones de Gibraltar, y el 3 de julio capturó al también buque corsario Actaeon, de solo 6 cañones, cerca del estrecho de Gibraltar. Su carrera se vio truncada cuando se hundió mientras intentaba protegerse de una tormenta en la bahía de Argel, el 25 de diciembre de 1797.